# Acanthaster brevispinus
Acanthaster brevispinus är en art av sjöstjärna som beskrevs av den amerikanske zoologen Fisher år 1917. Den ingår i släktet Acanthaster och familjen Acanthasteridae.

## Underarter
Arten delas in i följande underarter:
- A. b. brevispinus Fisher, 1917
- A. b. seychellensis Jangoux & Aziz, 1984

## Bildgalleri

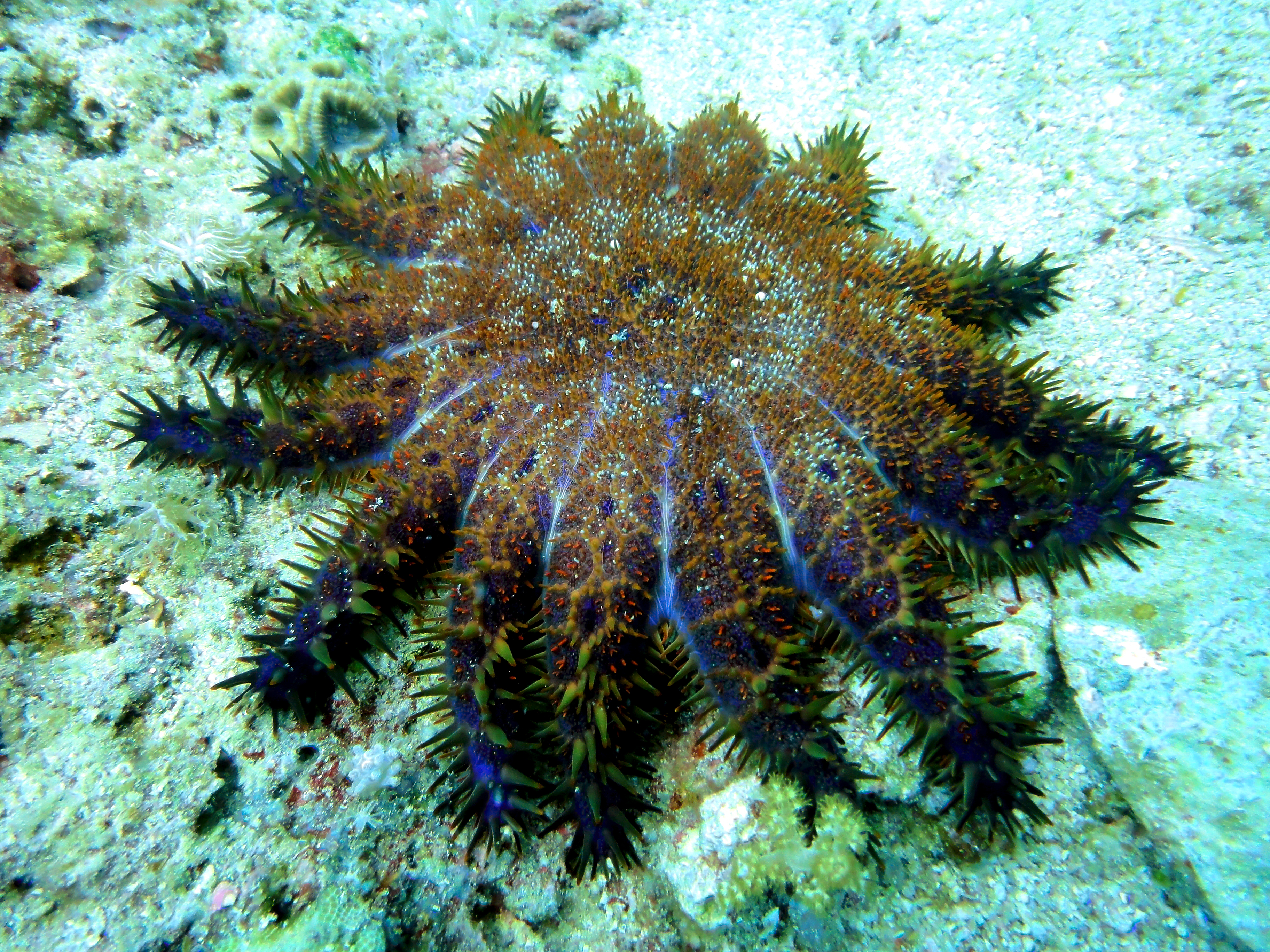
Levande specimen fotograferat på havsbotten utanför Filippinerna.
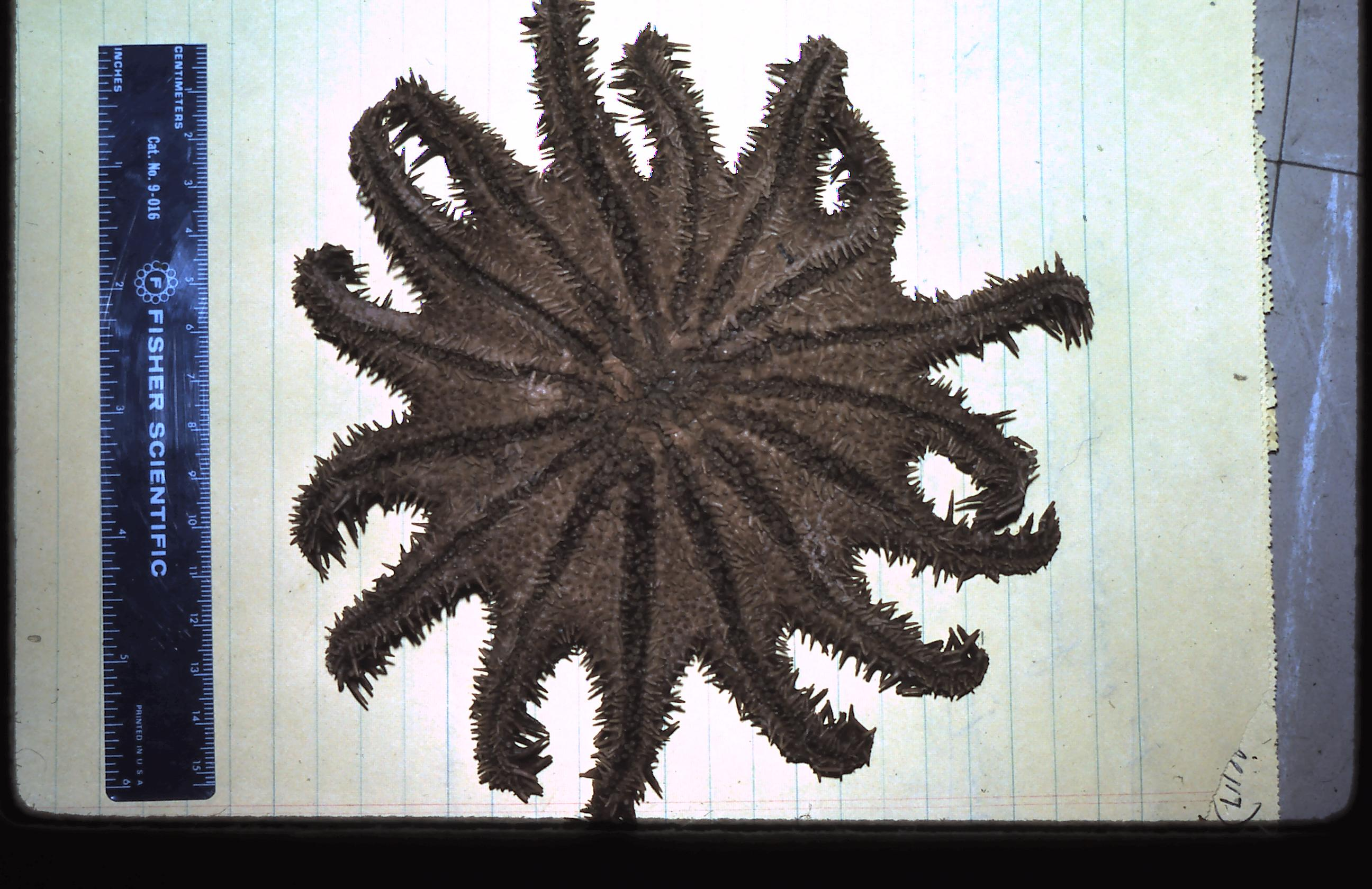
Specimen insamlat av Fisher, och använt som holotyp vid artens vetenskapliga beskrivning.
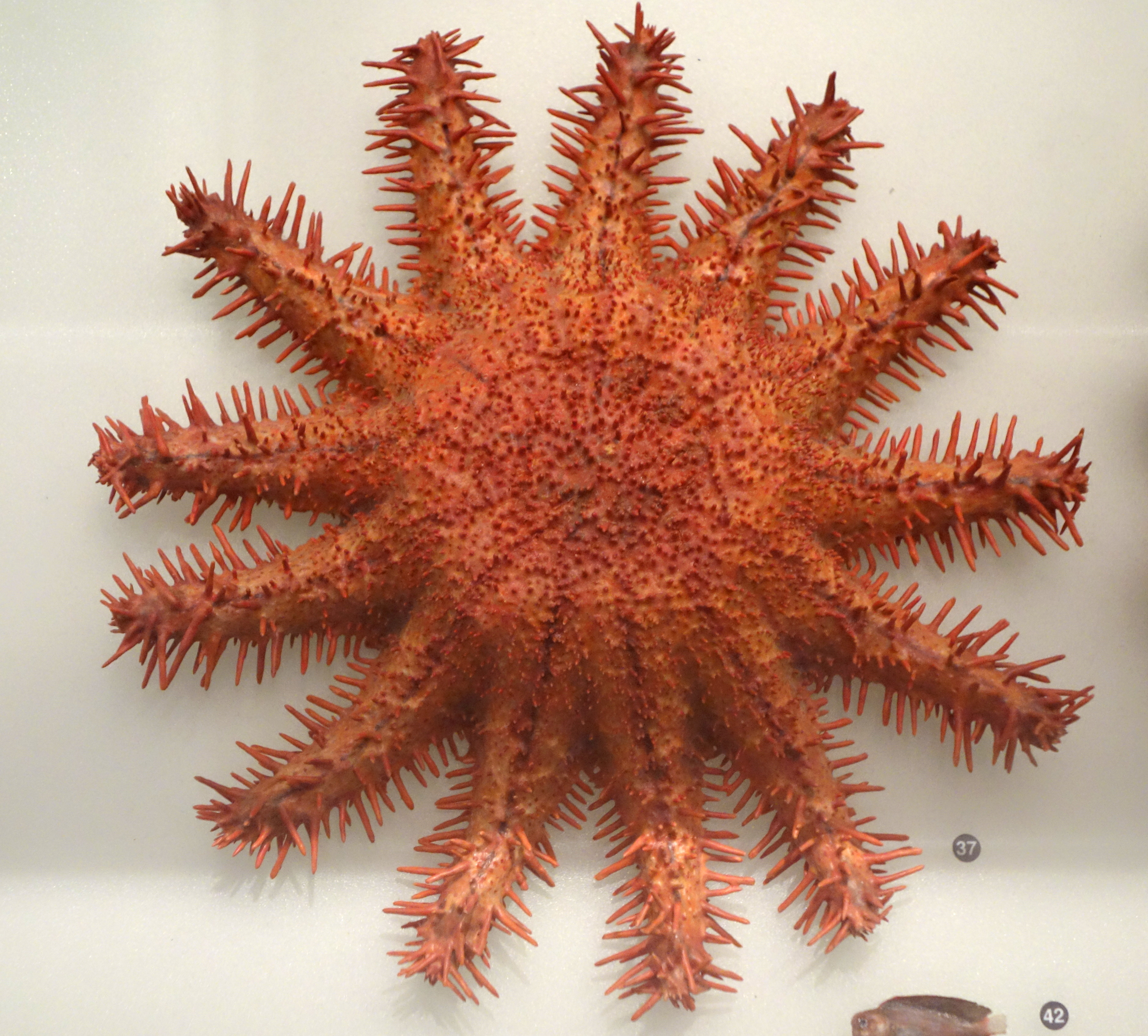
Specimen bevarat vid National Museum of Nature and Science i Tokyo.